# Rabbinat Westhoffen
Das Rabbinat Westhoffen war ein zum 1. Juli 1844 geschaffener Rabbinatsbezirk (frz. circonscription rabbinique) in Westhoffen, einer französischen Gemeinde im Département Bas-Rhin in der Region Elsass.

## Gesetz vom 25. Mai 1844
Das Gesetz vom 25. Mai 1844, das die Statuten der jüdischen Religionsgemeinschaft („Règlement pour l'organisation du culte israélite“) in Frankreich festlegte, bestimmte die Schaffung des Rabbinatsbezirks Westhoffen.

## Zusammensetzung
Zum 1. Juli 1844 wurden folgende jüdische Gemeinden zum Rabbinat Westhoffen zusammengeschlossen:
- Odratzheim
- Osthoffen
- Westhoffen